# Космурат
Космурат (каз. Қосмұрат, до 2010 г. — Любимовка) — село в Жуалынском районе Жамбылской области Казахстана. Входит в состав Жетитобинского сельского округа. Код КАТО — 314245300.

## Население
В 1999 году население села составляло 124 человека (72 мужчины и 52 женщины). По данным переписи 2009 года, в селе проживали 164 человека (79 мужчин и 85 женщин).